# Urbise
Urbise är en kommun i departementet Loire i regionen Auvergne-Rhône-Alpes i centrala Frankrike. Kommunen ligger i kantonen La Pacaudière som tillhör arrondissementet Roanne. År 2022 hade Urbise 116 invånare.

## Befolkningsutveckling
Antalet invånare i kommunen Urbise
| Referens: INSEE |